# Calamagrostis abnormis
Calamagrostis abnormis là một loài thực vật có hoa trong họ Hòa thảo. Loài này được (Hook.f.) U.Shukla mô tả khoa học đầu tiên năm 1996.